# Klipptyrann
Klipptyrann (Hirundinea ferruginea) är en fågel i familjen tyranner inom ordningen tättingar.

## Utseende
Klipptyrannen är en omisskännlig långvingad medelstor tyrann. Fjäderdräkten är varmt roströd, mest bjärt på vingarna. Fåglar i Anderna har mer vit fläckning i ansiktet. 

## Utbredning och systematik
Klipptyrann delas in i fyra underarter:
- ferruginea-gruppen
  - Hirundinea ferruginea sclateri – förekommer från östra Anderna i Colombia till västra Venezuela och östra Peru (i söder till Cuzco)
  - Hirundinea ferruginea ferruginea – förekommer från det allra östligaste Colombia till sydöstra Venezuela, Guyana och nordvästra Brasilien
- bellicosa-gruppen
  - Hirundinea ferruginea bellicosa – förekommer från södra och östra Brasilien till östra Paraguay, Uruguay och nordöstra Argentina
  - Hirundinea ferruginea pallidior – förekommer från norra och östra Bolivia till västra Paraguay och nordvästra Argentina

Sedan 2016 urskiljer Birdlife International och naturvårdsunionen IUCN bellicosa och pallidior tillsammans som den egna arten "svaltyrann" (H. bellicosa). 

## Levnadssätt
Klipptyrannen påträffas som namnet avslöjar bland klippor, men även skred och till och med byggnader. Den ses vanligen enstaka eller i par, sittande synligt på en exponerad gren, klippkant, ledning eller byggnad.

## Status
IUCN bedömer hotstatus för underartsgrupperna (eller arterna) var för sig, båda som livskraftiga.

## Bilder

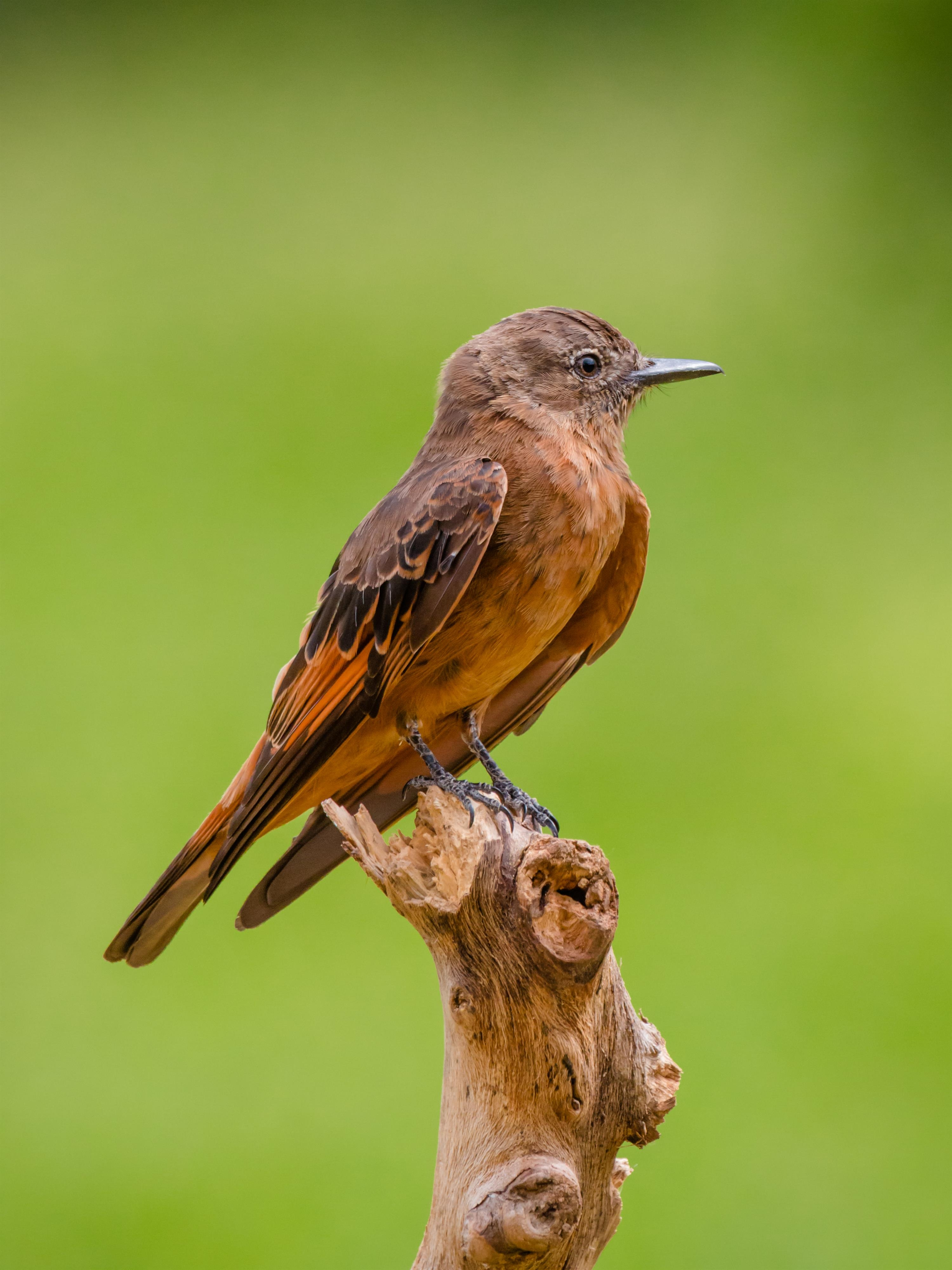
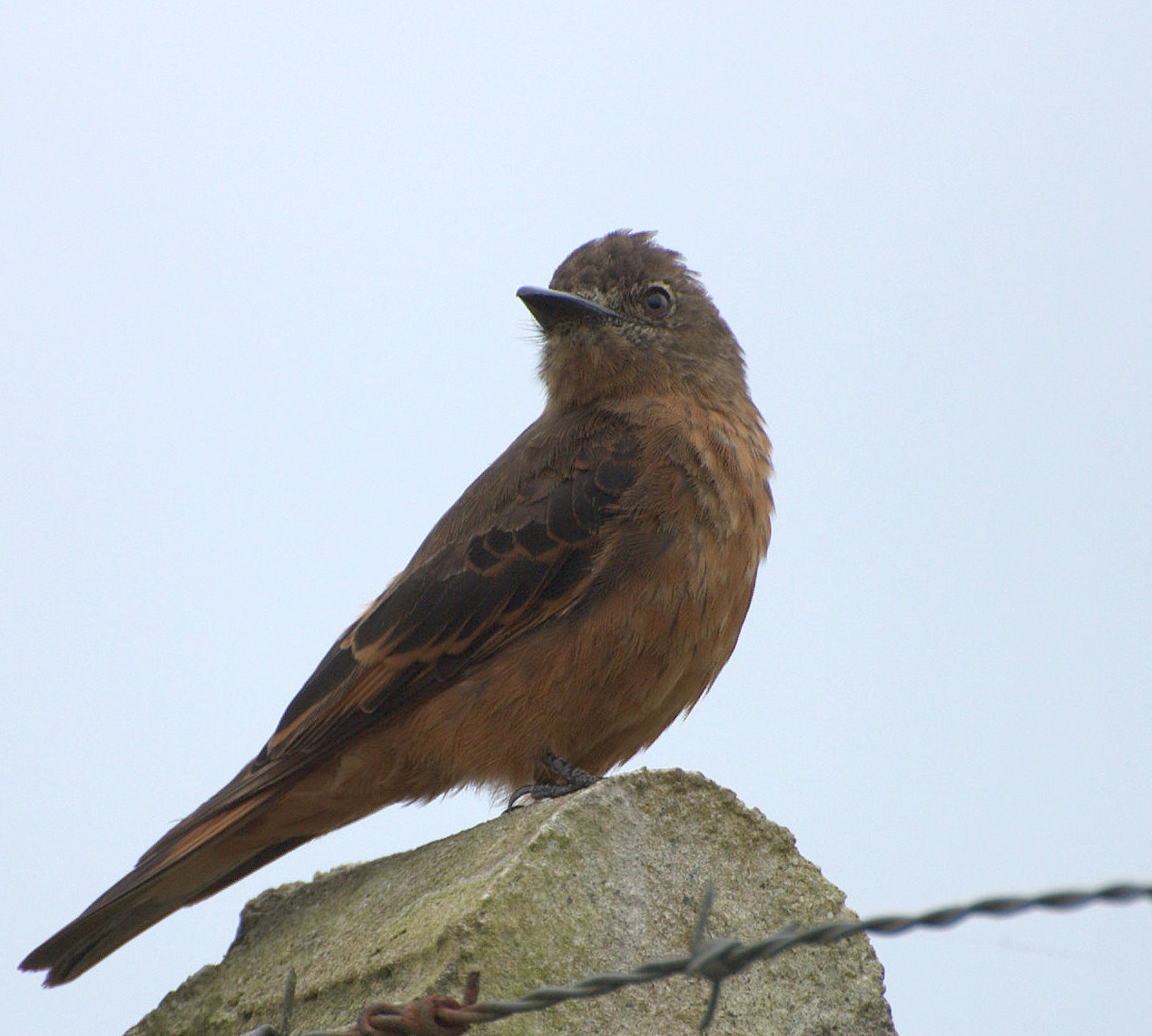
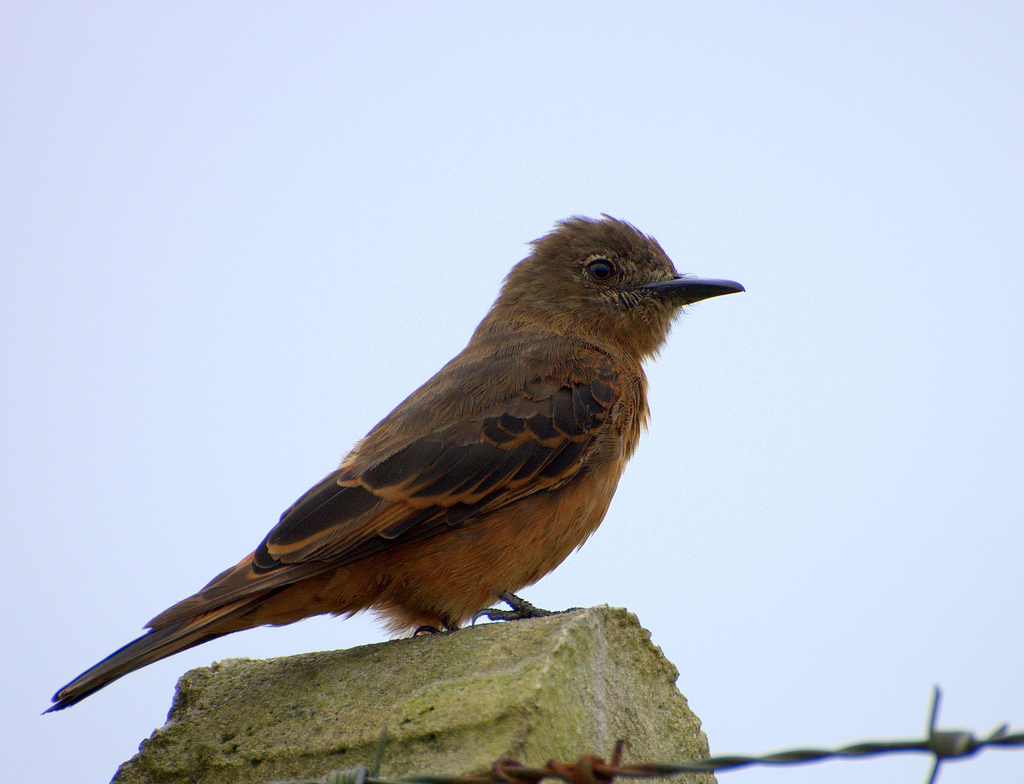
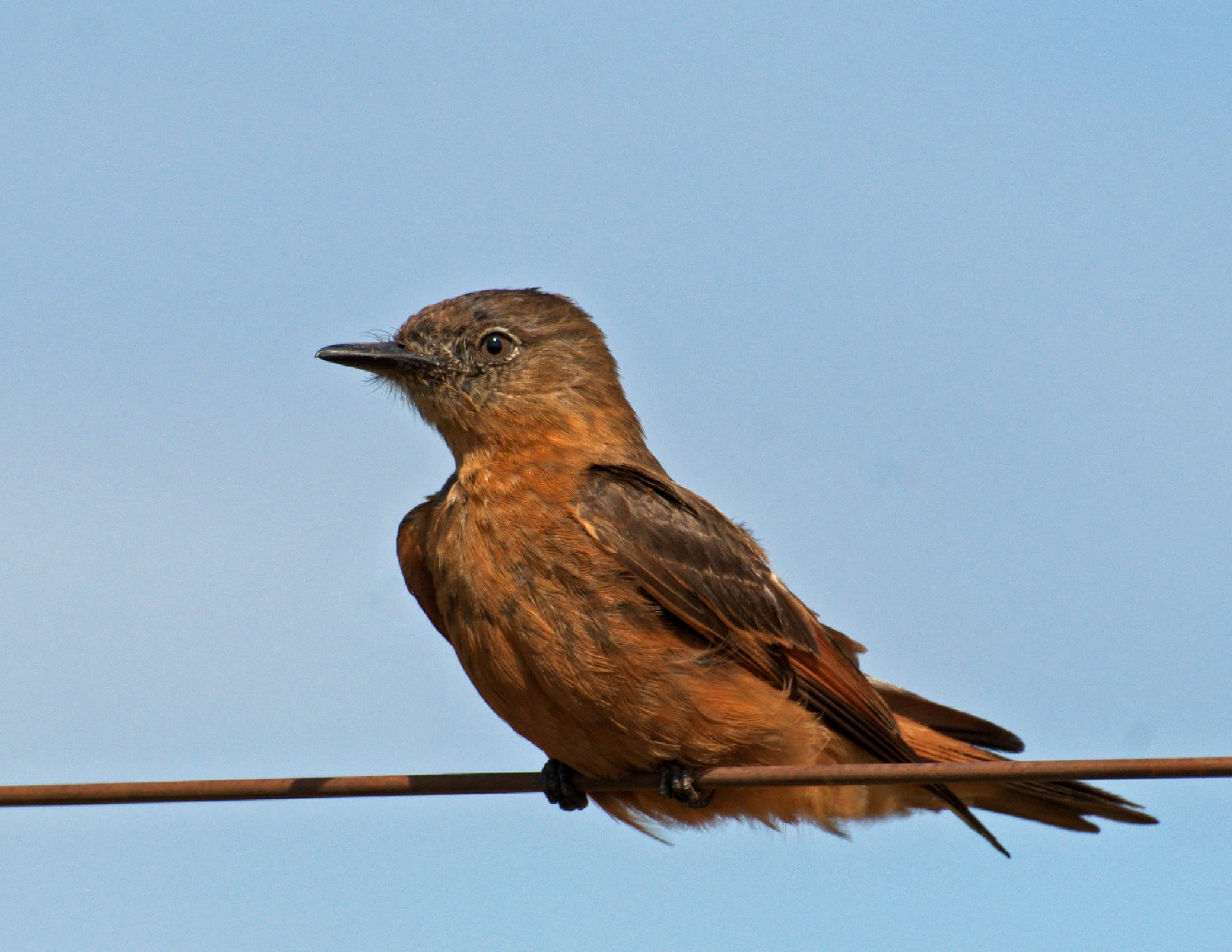
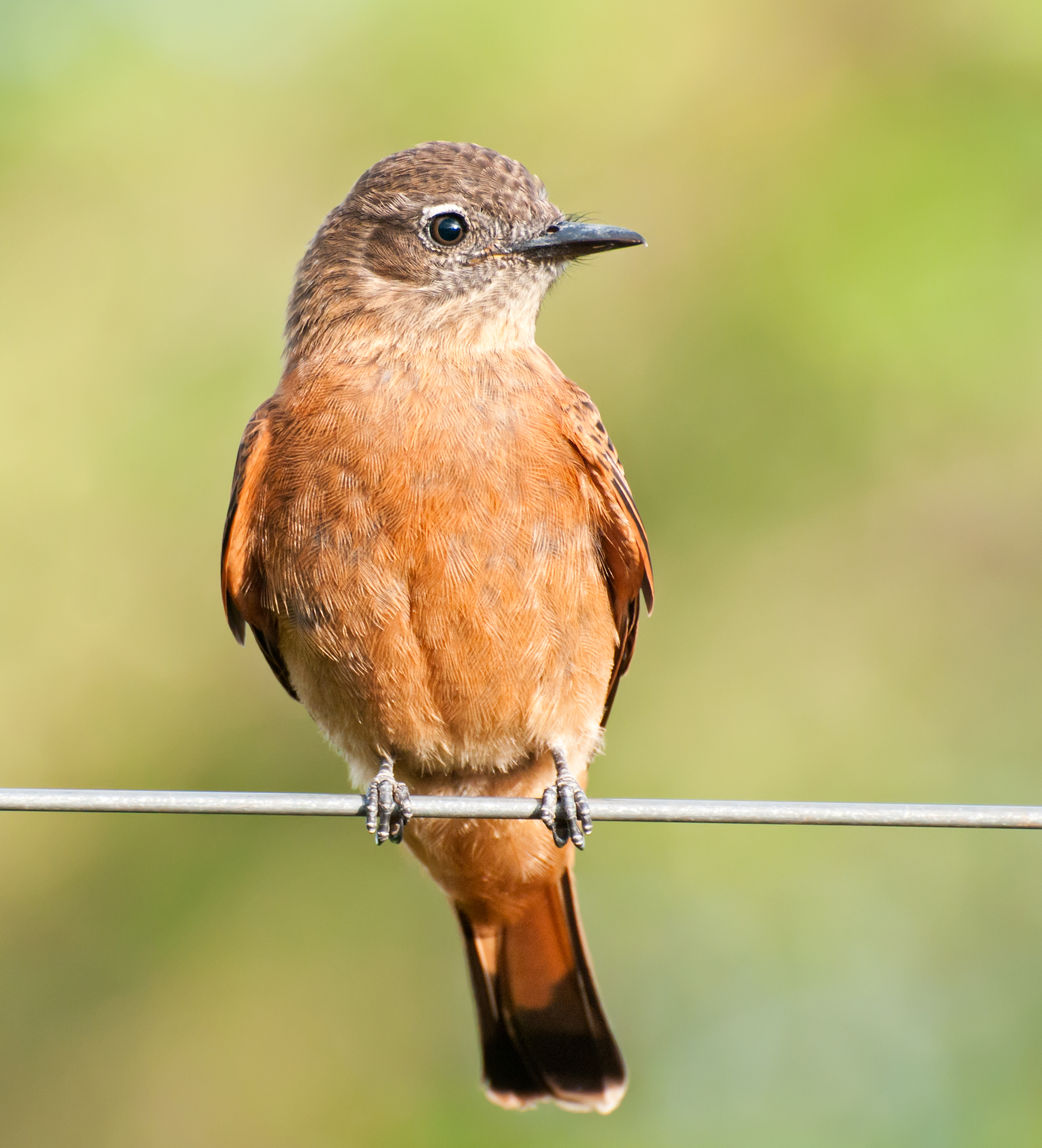
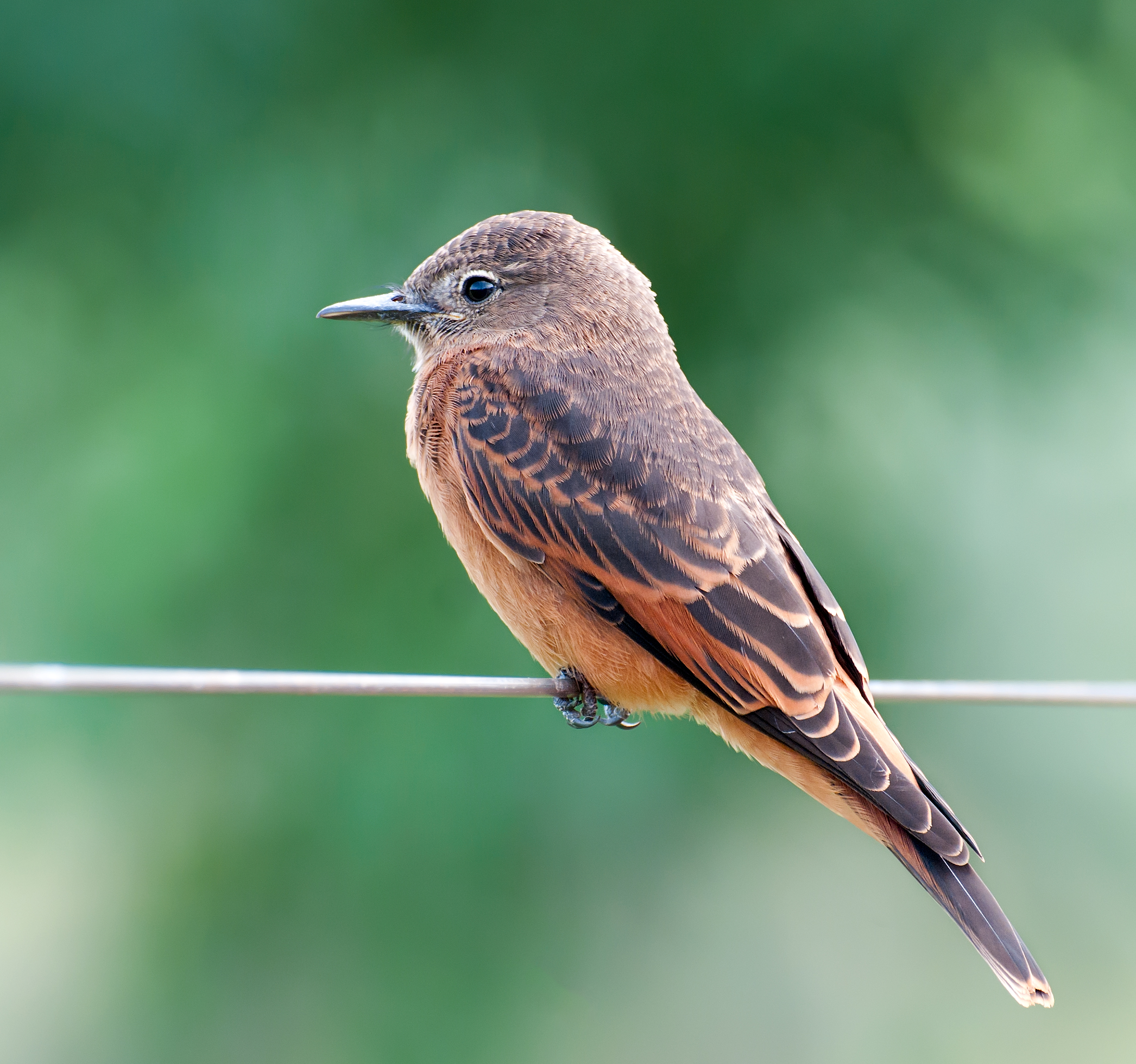